# Pagoda de Bawgyo
La pagoda de Bawgyo (en birmano: ဘော်ကြိုဘုရားကြီး) es un templo budista ubicado en Hsipaw en Birmania. Construido en el siglo XII, el templo está localizado en el pueblo de Bawgyo a varios kilómetros de la ciudad de Hsipaw. Cada marzo, el templo organiza un festival budista que conmemora la fundación de la pagoda.